# A-Channel
A Channel (Aチャンネル?, Ē Channeru) è un manga yonkoma di bb Kuroda, serializzato dalla rivista Manga Time Kirara Carat. Dal 27 gennaio 2012 al 26 giugno 2013 è uscito anche un prequel, A Channel ~days in junior high school~, sempre dello stesso bb Kuroda e pubblicato sulla stessa rivista. Il manga ha avuto anche una trasposizione animata con una serie anime di 12 episodi andata in onda nel 2011 e prodotta dallo Studio Gokumi, mentre nel 2012 lo stesso studio ha anche prodotto un OAV, A Channel +smile.

## Trama
La storia è incentrata fondamentalmente su quattro fanciulle che frequentano le scuole superiori. La vicenda si apre con Tooru che annuncia all'amica Run di essere stata ammessa nella sua stessa scuola. Qui però trova altre due ragazze che si presentano come amiche di Run, nonché sue future compagne di scuola. Ognuna ha il proprio carattere: la volubile Run, la temeraria Toru, la timida Yuko, e la sensibile e composta Nagi.

## Personaggi
Tōru Ichii (一井 透 (トオル)?, Ichii Tōru)
Doppiatrice originale Aoi Yūki
È una ragazza di bassa statura, frequenta la prima superiore. A causa della sua stazza, Toru ha spesso difficoltà a trovare vestiti della sua taglia. È amica di Run sin dall'infanzia ed inizialmente ha una brutta impressione di Yūko.
Run Momoki (百木 るん?, Momoki Run)
Doppiatrice originale Kaori Fukuhara
È una ragazza bionda, frequenta la seconda superiore, è la migliore amica di Tōru.
Yuuko "Yūko" Nishi (西 由宇子 (ユー子)?, Nishi Yuuko)
Doppiatrice originale Minako Kotobuki
È una ragazza dai lunghi capelli di seconda superiore e compagna di classe di Run. Spesso viene presa in giro da Run perché è una ragazza che si spaventa facilmente.
Nagisa "Nagi" Tennōji (天王寺 渚 (ナギ)?, Tennōji Nagisa)
Doppiatrice originale Yumi Uchiyama
È una ragazza di seconda superiore e compagna di classe di Run. Ha le trecce e porta gli occhiali. Run e le altre ragazze si riferiscono a lei con il suo soprannome, Nagi. Quando non indossa gli occhiali il suo aspetto cambia completamente.
Yutaka Imai (今井 豊 (ユタカ)?, Imai Yutaka)
Doppiatrice originale Ai Matayoshi
È una ragazza di prima superiore e compagna di classe di Tōru. Cerca costantemente di divenire amica di Tōru, di cui è grande fan.
Miho Noyama (野山 美歩 (ミホ)?, Noyama Miho)
Doppiatrice originale Momoko Saitō
È una ragazza di prima superiore e compagna di classe di Tōru. È grande amica di Yutaka e da questa è chiamata affettuosamente Mipo-rin. Come Yutaka, Miho è fan di Tōru.
Sachiyo Satō (佐藤 幸世?, Satō Sachiyo)
Doppiatore originale Daisuke Ono
È il maestro della salute della scuola. Appare piuttosto debole di salute e sembra avere un'infatuazione per Run.
Kimiko Kitō (鬼頭 紀美子?, Kitō Kimiko)
Doppiatrice originale Minori Chihara
È la professoressa di Tōru. Ama moltissimo la poesia.
Taki Kamate (鎌手 多季?, Kamate Taki)
Doppiatrice originale Miyuki Sawashiro
È la professoressa di Run, Yūko e Nagi.
Keiko (ケイ子?)
Doppiatrice originale Miyuki Sawashiro
È la sorella minore di Yūko, che appare solo negli OAV.

## Sigle
Apertura
Morning Arch di Marina Kawano (sigla TV)
Balloon Theatre (バルーンシアター?, Barūn Shiatā) di Marina Kawano (sigla OAV)
Chiusura
Humming Girl (ハミングガール?, Hamingu Gāru) di Aoi Yūki, Kaori Fukuhara, Minako Kotobuki e Yumi Uchiyama (sigla TV)
Smile Equation (スマイル方程式?, Sumairu Hōteishiki) di Aoi Yūki, Kaori Fukuhara, Minako Kotobuki e Yumi Uchiyama (sigla OAV)

## Episodi
| Nº | Giapponese 「Kanji」 - Rōmaji                                                          | In onda        | In onda |
| Nº | Giapponese 「Kanji」 - Rōmaji                                                          | Giapponese     |         |
| 1  | 「好き」 - Suki                                                                        | 7 aprile 2011  |         |
| 2  | 「雨の日はお風呂 - As rain fell」 - Ame no Nichi wa Ofuro - As rain fell               | 14 aprile 2011 |         |
| 3  | 「同級生 - All good to go」 - Dōkyūsei - All good to go                                | 21 aprile 2011 |         |
| 4  | 「きろぐらむ - Attention to your weight」 - Kiruguramu - Attention to yōr weight       | 28 aprile 2011 |         |
| 5  | 「海 - An ocean far away」 - Umi - An ocean far away                                   | 5 maggio 2011  |         |
| 6  | 「真夏の夜の・・・ - A school in summer」 - Manatsu no Yoru no... - A school in summer | 12 maggio 2011 |         |
| 7  | 「夏祭り - August's end」 - Natsu Matsuri - August's end                               | 19 maggio 2011 |         |
| 8  | 「新学期 - Abnormal circumstance」 - Shin Gakki - Abnormal circumstance                | 26 maggio 2011 |         |
| 9  | 「プレゼント - Abstract art」 - Purezento - Abstract art                               | 2 giugno 2011  |         |
| 10 | 「炭酸 - Act up」 - Tansan - Act up                                                    | 9 giugno 2011  |         |
| 11 | 「たんじょうび - Allow me」 - Tanjōbi - Allow me                                       | 16 giugno 2011 |         |
| 12 | 「宇宙人 - Anytime」 - Uchūjin - Anytime                                               | 23 giugno 2011 |         |

## OVA
| Nº | Giapponese 「Kanji」 - Rōmaji                                                      | In onda           | In onda |
| Nº | Giapponese 「Kanji」 - Rōmaji                                                      | Giapponese        |         |
| 1  | 「やまもりパンケーキ - An accident」 - Yamamori Pancake - An accident              | 21 marzo 2012     |         |
| 2  | 「絵馬にお願い - A Happy new year」 - Ema ni Onegai - A Happy new year             | 21 marzo 2012     |         |
| 3  | 「鍋を食べよう - Alexandrite in the pot」 - Nabe o tabeyō - Alexandrite in the pot | 27 settembre 2017 |         |